# Continental (filme)
Continental é um filme galego do género drama, realizado e escrito por Xavier Villaverde e Raúl Veiga. Foi protagonizado por Eusebio Poncela, Héctor Alterio, Marisa Paredes, Cristina Marcos e Jorge Sanz.

## Argumento
O Continental é um bar prostíbulo situado numa zona portuária onde bandos de mafiosos se disputam. Ambos estiveram no passado a cargo do mesmo chefe, Gonçalves, mas seguiram em frente na sua luta pelo poder. Porém, com o passar dos anos desde o desaparecimento de Gonçalves, a sua sombra parece continuar pesando em forma de maldição sobre os membros dos bandos.

## Elenco
- Alberto Alonso
- Joaquín Alonso-Colmenares
- Héctor Alterio
- Manuel Areoso
- Marina Asal
- Feodor Atkine
- Antonio Durán "Morris"
- Angelita Enríquez
- Mónica García
- Xosé Lois González
- Juan Graell
- Fernando Guillén
- Xavier R. Lourido
- Elina Luaces
- Manuel Manquiña
- Carlos Marcet
- Cristina Marcos
- Luisa Martínez
- Lola Baldrich
- Nancho Novo
- Marisa Paredes
- Eusebio Poncela
- Eduardo Puceiro
- Canco Ramonde
- Antón Reixa
- Orlando Rodríguez
- Eufemia Román
- Jorge Sanz
- Antonio F. Simón
- Marisa Soto
- Gonzalo Uriarte